# Ernst Umhauer
Ernst Umhauer (Cherbourg, 2 dicembre 1989) è un attore francese, meglio conosciuto per il ruolo di Claude Garcia nel film Nella casa diretto da François Ozon.

## Biografia
Umhauer è nato a Cherbourg (Francia) e ha ereditato il proprio nome dal pittore Max Ernst. Suo padre era un fotografo.
Studia per tre anni alla "Maison des Jeunes et de la Culture" di Cherbourg e inizia a recitare in parecchi cortometraggi nel 2009, prima di ottenere il suo primo ruolo nel film Le Cri, diretto da Raphaël Mathié. 
Nel 2011 appare accanto all'attore francese Vincent Cassel nel film Il monaco, nel quale interpreta un giovane novizio.
Nel 2012 il regista francese François Ozon gli chiede di interpretare il giovane e brillante Claude Garcia nel film Nella casa. Tale performance lo ha portato, nel 2013, a ricevere il premio Lumière per la migliore promessa maschile.
Nel 2015 ha recitato nella seconda stagione della serie televisiva Les Revenants, trasmessa da Canal+.

## Filmografia

### Cinema
- Il monaco (Le Moine), regia di Dominik Moll (2011)
- Le Cri, regia di Raphaël Mathié (2011) - cortometraggio
- Nella casa (Dans la maison), regia di François Ozon (2012)
- La Crème de la crème, regia di Kim Chapiron (2014)
- Après les cours, regia di Guillaume Renusson (2014) - cortometraggio
- Les Naufrageurs, regia di Raphaël Mathié (2014) - cortometraggio
- Saint Laurent, regia di Bertrand Bonello (2014)
- Sire Gauvain et le Chevalier Vert, regia di Martin Beilby (2014) - cortometraggio
- Parallaxe, regia di Alexandre Khondji (2015) - cortometraggio
- Médecin de nuit, regia di Elie Wajeman (2020)
- Le vele scarlatte (L'Envol), regia di Pietro Marcello (2022)

### Televisione
- Les corbeaux, regia di Régis Musset - film TV (2009)
- Comprendre & pardonner - serie TV, episodio 1x08 (2009)
- Les Revenants - serie TV, 8 episodi (2015)
- Diabolique, regia di Gabriel Aghion - film TV (2016)

## Doppiatori italiani
- Manuel Meli in Nella casa